# Bahnstrecke Hetzbach–Beerfelden
| Kursbuchstrecke: | 317h (1946)          |                     |                     |
| Streckenlänge: | 5,12 km              |                     |                     |
| Spurweite: | 1435 mm (Normalspur) |                     |                     |
| Maximale Neigung: | 20 ‰                 |                     |                     |
| |                      |                     |                     |
| \| \| \| von Hanau \| \| \| \| 0,0 \| Hetzbach (ehem. Bf) \| Hetzbach (ehem. Bf) \| \| \| \| nach Eberbach \| \| \| \| \| Bundesstraße 45 \| \| \| \| 4,8 \| Anst Sägewerk Weber \| Anst Sägewerk Weber \| \| \| 5,1 \| Beerfelden \| Beerfelden \| \| \| \| \| \| \| Quellen: [1] \| \| \| \| |                      |                     |                     |
| Strecke |                      | von Hanau           | von Hanau           |
| Haltepunkt / Haltestelle | 0,0                  | Hetzbach (ehem. Bf) | Hetzbach (ehem. Bf) |
| Abzweig ehemals geradeaus und nach links |                      | nach Eberbach       | nach Eberbach       |
| Bahnübergang (Strecke außer Betrieb) |                      | Bundesstraße 45     | Bundesstraße 45     |
| Abzweig geradeaus und von links (Strecke außer Betrieb) | 4,8                  | Anst Sägewerk Weber | Anst Sägewerk Weber |
| Kopfbahnhof Streckenende (Strecke außer Betrieb) | 5,1                  | Beerfelden          | Beerfelden          |
| |                      |                     |                     |
| Quellen: |                      |                     |                     |

Die Bahnstrecke Hetzbach–Beerfelden (regional auch Schellekattel genannt) war eine nichtbundeseigene Nebenbahn in Hessen. Sie verlief von Hetzbach nach Beerfelden im Odenwald. In einer langgezogenen S-Kurve verband sie den Bahnhof Hetzbach der Odenwaldbahn Darmstadt/Hanau–Eberbach mit der 75 Meter höher gelegenen Kleinstadt Beerfelden, wobei die beiden Endbahnhöfe in Luftlinie nur ca. 2,5 km voneinander entfernt lagen.

## Name
Der Name „Schellekattel“ stammt von der betrieblichen Besonderheit, dass auf der kurzen, über zwei Kehrschleifen verlaufenden Strecke zahlreiche Bahnübergänge gequert wurden, sodass die Lok auf fast der gesamten Strecke die Signalglocke läuten lassen musste. Eine Glocke nennt man im Odenwald „Schelle“, eine „Kattel“ ist eine alte Dame.

## Geschichte
Die eingleisige Strecke wurde am 1. Mai 1904 durch die Süddeutsche Eisenbahn-Gesellschaft (SEG) eröffnet. Gleichzeitig wurde der bisherige Bahnhof Hetzbach-Beerfelden in Hetzbach umbenannt. Aufgrund von Artikel 95 der Weimarer Verfassung ging durch das Gesetz betreffend den Staatsvertrag über den Übergang der Staatseisenbahnen auf das Reich vom 30. April 1920 die Eisenbahnaufsicht zum 1. August 1922 vom Volksstaat Hessen auf das Deutsche Reich über, faktisch vom Hessischen Finanzministerium auf die Eisenbahndirektion Mainz.
Nach dem Zweiten Weltkrieg verursachte die Hetzbach–Beerfeldener Bahn wie alle anderen SEG-Nebenbahnbetriebe nach der Währungsreform teilweise hohe Defizite. Mit Inkrafttreten der Hessischen Verfassung von 1946 wurde in Hessen das an Schienen oder Oberleitungen gebundene Verkehrswesen in Gemeineigentum überführt (verstaatlicht), was auch die beiden hessischen SEG-Strecken Hetzbach-Beerfelden und die Gersprenztalbahn betraf. Aufgrund der unklaren Rechtslage unterblieb zunächst die Verstaatlichung, da der Essener Hauptsitz der SEG nicht im Land Hessen lag und die Anwendbarkeit von Artikel 41 der Hessischen Verfassung strittig blieb. Erst am 6. Juni 1952 urteilte der Hessische Staatsgerichtshof, dass beide Bahnen rückwirkend zum 1. Dezember 1946 dem Land Hessen zugesprochen wurden. Die Betriebsführung verblieb jedoch im Auftrag und auf Rechnung des Landes Hessen bis zum Ablauf der Konzession bei der SEG. Da die SEG keinen Verlängerungsantrag stellte, endete der öffentliche Verkehr nach Konzessionsablauf am 31. Mai 1954. Die Stadt Beerfelden erwarb die Bahnstrecke als Anschlussgleis und ließ durch die Deutsche Bundesbahn Güterverkehr durchführen. Da keine Unterhaltung der Strecke erfolgte, verfiel diese. Am 23. Juni 1964 kam es zu einer Entgleisung, worauf die Strecke gesperrt und der Anschlussvertrag mit der Deutschen Bundesbahn gekündigt wurde. Anschließend wurde die Strecke abgebaut.
Der Verkehr war immer bescheiden. Es war immer nur ein Zug auf der Strecke unterwegs. Für den Personenverkehr reichten 1–2 Wagen vollkommen aus. Die Beförderungsleistungen wiesen nahezu durchgehend weniger als 50.000 Reisende pro Jahr aus. Das waren bei 8 Zugpaaren pro Tag weniger als 10 Reisende pro Zug. Der Güterverkehr erfolgte mit gemischten Zügen, reine Güterzüge wurden nicht gefahren.
Letzter Bahnverwalter im Bahnhof Beerfelden war Max Kamprath (* 20. März 1901 Weißenfels, † 4. September 1986 Waldbrunn)

## Lokomotiven
Anhand von Fotos sind folgende T-3-Dampflokomotiven bekannt, die auf dieser Strecke eingesetzt wurden:
Nr. 339 Baujahr 1904, Fabrik-Nr. 6513 von Henschel. Verschrottet 1955 in Endingen.
Nr. 342 Baujahr 1905, Fabrik-Nr. 6843 von Henschel. Verschrottet 1967.
Nr. 347 Baujahr 1885, Fabrik-Nr. 1921 von Henschel. Verschrottet 1955 in Endingen.
Die Lokomotiven wurden in der Betriebswerkstatt in Reichelsheim der Gersprenztalbahn gewartet.
Quelle: Die Nebenbahn Hetzbach – Beerfelden, Eisenbahngeschichte der Stadt am Berge. Georg Dascher 1994.

## Spuren
Heute erinnert nur noch wenig an diese Bahn. Beispiele dafür sind das Empfangsgebäude in Beerfelden, die Stelle des Bahnübergangs an der B 45 (inzwischen im Zuge einer Baumaßnahme entfernt) sowie der Bahndamm unterhalb dieser Stelle. Es sind noch Schienenreste am Bahnübergang der B 45 zu sehen, zwei weitere Meter der Gleise schauen noch aus dem Feldweg heraus, der sich heute auf der alten Trasse befindet. Die Bahntrasse wird im unteren Teil als Rad- und Feldweg genutzt. Dämme, Einschnitte, die moderate Steigung und die großen Kurvenradien zeigen, dass es sich hierbei um eine ehemalige Bahnlinie handelt. Auch im oberen Abschnitt zwischen dem ehemaligen Bahnübergang an der B45 und dem Anschluss zum Sägewerk ist die Trasse noch zu erkennen. Sie wird jedoch nur teilweise als Feldweg genutzt.

## Film- und Tondokumente
Es gibt in Privatbesitz Filmaufnahmen (Normal 8 Schwarzweiß und Farbe) von der Abschiedsfahrt am 31. Mai 1954 und dem Betrieb davor.
Der Hessische Rundfunk berichtete durch seinen Reporter Gottfried Hoster von der Abschiedsfahrt 1954 mit einer Tonreportage in der Sendung „Die Zeit im Funk“.